# Pokémon Manga
Pokémon Manga (ポケモンゲットだぜ!?, Pokemon getto da ze!) è un manga basato sulla serie Pokémon, disegnato da Miho Asada.

## Trama
La storia è incentrata su Shu (シュウ?, Shū), un allenatore di Pokémon che parte dalla regione di Kanto al fine di completare il Pokédex. Il Pokémon iniziale di Shu è un Pikachu, trovato all'interno di una Poké Ball difettosa: il ragazzo può comunque comunicare con il Pokémon tramite l'In-Com, uno strumento creato dal padre. Nel corso della sua avventura attraverso la regione di Kanto catturerà o utilizzerà esemplari di Wartortle, Caterpie, Weedle, Nidoran♂, Zubat, Oddish, Diglett, Poliwag, Bellsprout, Geodude, Ponyta, Slowpoke, Hitmonlee, Ditto, Jynx, Gyarados e Dragonair.
Nella regione di Johto, Shu catturerà Hoothoot, Spinarak, Yanma, Wooper, Sneasel, Ursaring, Houndour e Tyrogue (che si evolverà in Hitmontop). Ha inoltre catturato ed in seguito liberato il Pokémon leggendario Lugia.

## Manga
Edito in Giappone sulla rivista Shogakukan dall'aprile 1998 al marzo 2001, è stato poi raccolto in cinque tankōbon, editi dal marzo 1999 al settembre 2001, di cui quattro sono stati successivamente raggruppati in un unico volume.
Il manga è stato distribuito in Italia dalla Play Press Publishing tra il 2001 e il 2002, suddiviso in otto volumetti. Inoltre, è stato pubblicato in Francia da Glénat, con il titolo Pokémon: Attrapez-les tous!; in Indonesia dalla m&c! come Pokémon Petualangan Baru; in Taiwan dalla Da Ran Publishing (神奇寶貝一把抓); in Cina dalla Jilin Publishing (神奇宝贝大搜捕).